# Salvatore Lo Forte
Salvatore Lo Forte, né le 20 mars 1804 à Palerme, en Sicile et mort le 11 janvier 1885 dans la même ville, est un peintre italien du XIXe siècle.

## Biographie
Né de Saverio Lo Forte et de Francesca Paola Caruso, Salvatore Lo Forte après un apprentissage de la peinture, à ses douze ans,  fréquente l'Académie des beaux-arts de Palerme et étudie diverses peintures des années 1600, et particulièrement de Novelli. En 1824 il obtient les moyens nécessaires pour aller étudier la peinture à Rome, dont le style de la ville a influencé le jeune artiste, qui ,cependant, réinterpréta beaucoup à travers le Romantisme.
En juillet 1830, il retourne dans sa ville natale, où il réalise de nouvelles œuvres.
En 1837 il commence à diriger l'Académie du Nu de Palerme, qu'il quitte en 1857 pour des raisons de santé.
Il meurt à Palerme en 1885.

## Œuvres
Le premier travail de Lo Forte, en tant qu'étudiant à l'Académie du Nu de Palerme, fut la restauration des fresques de Novelli dans la chapelle de la Sainte-Croix de l'église Saint-Philippe-Neri, au même moment que Tommaso Riolo. À cette même période il fit quelques dessins au fusain (exposés à Palerme, Galerie Régionale de la Sicile, Cabinets des dessins et des estampes au Palais Abatellis).
En 1836, de retour dans sa ville natale, il réalise le Miracolo del beato Sebastiano Valfré a uno storpio, dont il a fait plusieurs versions.
Durant les années où il était directeur de son académie, il réalisa des scènes réalistes, des personnages mythologique et des portraits. On peut retenir de ces années :
- Portrait de Michele Pintacuda, environ 1855, huile sur toile, 71 × 56,5 cm, Galerie d'art moderne de Palerme
- Portrait de la femme Pintacuda, environ 1855, huile sur toile, 70,5 × 56,5 cm, Galerie d'art moderne de Palerme
- Portrait de Caterina Moncada de Branciforte, Galerie d'art moderne de Palerme
- Portrait d'un jeune homme, Galerie d'art moderne de Palerme
- Portrait de Giuseppe Garibaldi, Galerie d'art moderne de Palerme
- Saint Nicolas sauvant un navire du naufrage
- Portrait du père Longo, Galerie d'art moderne de Palerme
- Saint François en adoration

Après avoir quitté l'académie, l'artiste se consacre à la réalisation d'autres œuvres, comme : 
- Le retable avec Saint Benoît et Saint Scolastique, Noto
- Saint Joseph et l'Enfant, Modica
- Portrait de monseigneur Naselli, Noto
- Saint Alfonso de Liguori, Acquaviva Platani, à Caltanissetta)
- XIXe siècle, Saint Michel archange, reproduction de la peinture homonyme de l'originale réalisée en 1601 par Filippo Paladini conservée au Palais Abatellis. L'œuvre de Lo Forte est conservée dans l'église  Saint-François-de-Paule (Palerme) (it) à Palerme.